# Eilema nigripars
Eilema nigripars là một loài bướm đêm thuộc phân họ Arctiinae, họ Erebidae.